# Meknès-Tafilalet
La regió de Meknès-Tafilalet (en àrab: مكناس تافيلالت, en tamazight Meknas-Tafilalt, ⵎⴽⵏⴰⵙ-ⵜⴰⴼⵉⵍⴰⵍⵜ) era una de les setze regions del Marroc, creada a partir de la llei de descentralització de 1997 i eliminada a partir de la reforma administrativa de 2015, bans de la reforma administrativa de 2015. Es troba al nord del país. S'estén sobre 79.210 km² i està poblada per 2.141.527 habitants en el cens del 2004. La seva capital és Meknès, situada al seu extrem nord.
El 2015 la regió va desaparèixer i fou dividia en tres parts:
- la nord, la prefectura de Meknès i les províncies d'El Hajeb i Ifrane foren unides a l'antiga regió de Fes-Boulemane per formar la nova regió de Fes-Meknès, on Fes és la capital;
- al sud, el Tafilaletés, és a dir, la província d'Errachidia i la de Midelt, és unida a la part est de l'antiga regió de Souss-Massa-Draâ per formar la nova regió Drâa-Tafilalet;
- a l'oest, la província de Khenifra és unida a l'antiga regió de Tadla-Azilal per formar la nova regió de Beni Mellal-Khenifra.

## Províncies
- La prefectura de Meknès: 713.609 hab. (Meknès: 469.169 hab.)
- La província d'El Hajeb: 216.388 hab. (El Hajeb: 27.667 hab.)
- La província d'Ifrane: 143.380 hab. (Ifrane: 13.074 hab.)
- La província de Khenifra: 511.538 hab. (Khenifra: 72.672 hab.)
- La província d'Errachidia: 556.616 hab. (Er Rachidia: 76.759 hab.)
- La província de Midelt (capital: Midelt): 44.781 hab.)